# Panulirus versicolor
Panulirus versicolor is een tienpotigensoort uit de familie van de Palinuridae. De wetenschappelijke naam van de soort is voor het eerst geldig gepubliceerd in 1804 door Latreille.